# Татица (Keeping Up Appearances)
"Татица" је измишљени лик из британске серије комедије ситуације Keeping Up Appearances (значење: Одржавање угледа), кога, поред осталих глумаца, глуми Џорџ Веб. 
Као лик врло мало прича, а говори тек у по којој епизоди, у осталим или спава или само мумла. Није приказан у много епизода, иако се радње често тичу и њега.

## Личност
"Татица“ (енг. Daddy) има четири ћерке: Хајасинт Бакет, Дејзи, Роуз и Вајолет. Чувају га Дејзи, њен муж, ленчуга Онзлоу и опасница Роуз у једној државној кући.
Татица је сенилни деда који често помисли да Други светски рат и даље траје, воли да се прерушава и обожава да штипка задњице женама. Онзлоу га назива „поквареним старцем“, мада Хајасинт мисли да је „само мало сенилан на најлепши начин“. Због тога је често непредвидив и понаша се бизарно. Понекад доживи друго детињство, па се облачи у свемирског човека а игра се са возићима. У последњој епизоди друге сезоне, успева да украде Ричардова кола, што се завршава тако што Онзлоу својим колима вија Татицу. Његова деменција неретко изазива урушавање Хајасинтиних планова за друштвено уздизање.
Татица повремено, мада без размишљања, нуди брак старијим женама па тако завршава у разноликим везама. У другој сезони, Татица иде до матичара да би се оженио. Међутим, када стигне тамо, заспи. Неретко се изгбуи што ствара панику код Хајасинт.
Дејзи и компанија често зову Хајасинт када њихов отац постане проблематичан; али понекад више воле да је о томе не обавесте, знајући да ће „полудети“.